# روشن (جماعت)
روشن جماعت و شهرکی در شمال غربی تاجیکستان است که در ناحیهٔ ظفرآباد ولایت سغد قرار دارد. جمعیت این جماعت ۱۰٬۸۲۵ نفر است.